# Quadrinarea
Quadrinarea är ett släkte av insekter. Quadrinarea ingår i familjen hornstritar.
Kladogram enligt Catalogue of Life:
| Quadrinarea | \| \| Quadrinarea perezi \| \| \| \| \| \| Quadrinarea u-flava \| \| \| \| |
|             | \| \| Quadrinarea perezi \| \| \| \| \| \| Quadrinarea u-flava \| \| \| \| |
|             | Quadrinarea perezi                                                         |
|             |                                                                            |
|             | Quadrinarea u-flava                                                        |
|             |                                                                            |